# Coup d'État de janvier 2022 au Burkina Faso
Pour les articles homonymes, voir Coup d'État de 2022 au Burkina Faso.
Insurrection djihadiste au Burkina Faso
Batailles
- Samorogouan
- Intangom
- Nassoumbou
- Ariel
- 1re Inata
- Loroni
- Gorom-Gorom
- Koutougou
- Arbinda
- Hallalé
- Markoye
- Dounkoun
- Boukouma
- 2e Inata
- Titao
- Opération Laabingol
- Namissiguima
- Madjoari
- Bourzanga
- Seytenga
- Gaskindé
- Tin-Ediar
- Tin-Akoff
- Aoréma
- Ougarou
- Namsiguia
- Noaka
- Koumbri
- Djibo
- Tawori
- Mansila
- Nassougou

Massacres
- Yirgou
- Solhan
- Karma
- Komsilga, Nodin et Soroe
- Bibgou et Soualimou
- Barsalogho

Attentats
- 1er Ouagadougou
- 2e Ouagadougou
- 3e Ouagadougou

Le coup d'État de janvier 2022 au Burkina Faso, qui commence le 23 janvier 2022 par une mutinerie de soldats, est une prise de pouvoir par des militaires qui renversent le président Roch Marc Christian Kaboré et le poussent à la démission.

## Contexte

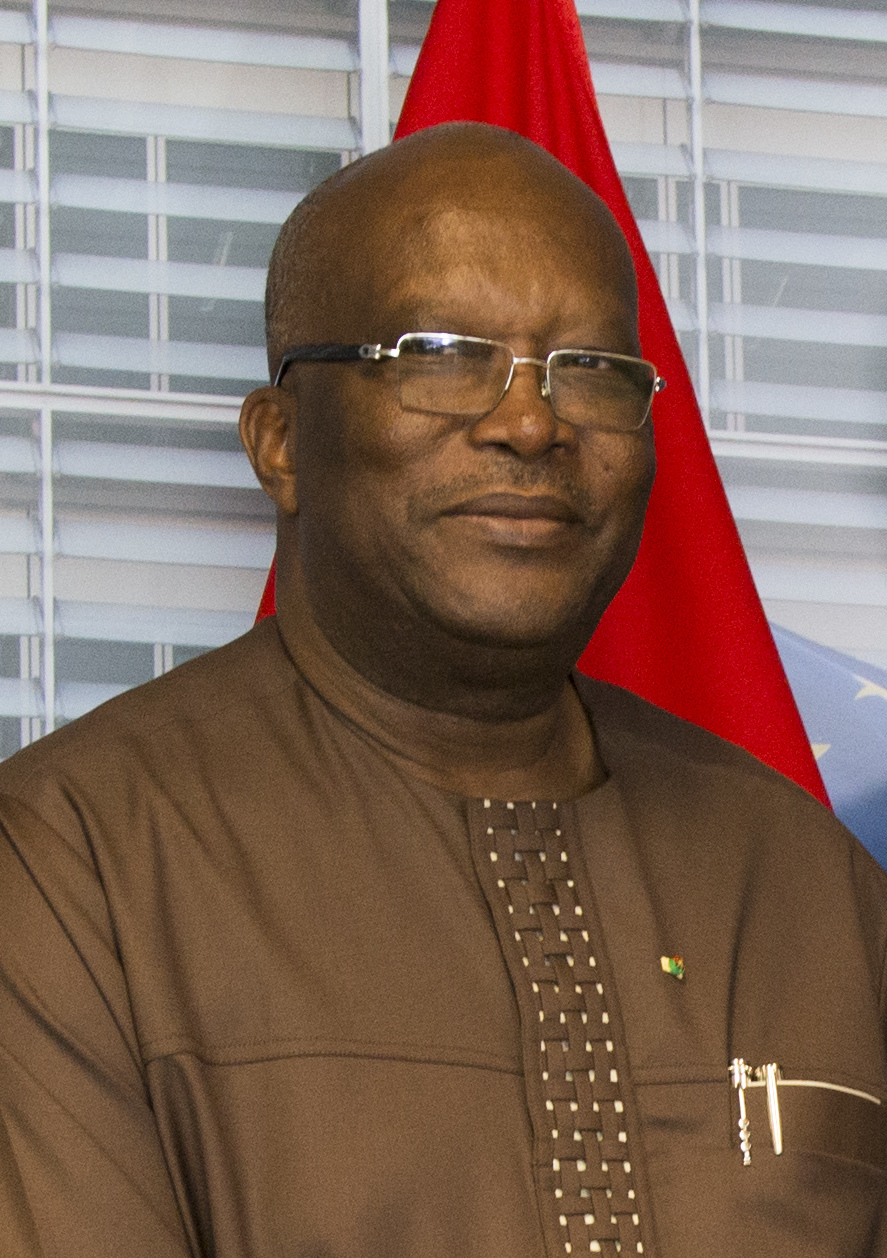
Le président Roch Marc Christian Kaboré en 2018.

Élu dès le premier tour de la présidentielle de novembre 2015 avec un peu plus de 53 % des voix, le président Roch Marc Christian Kaboré, du Mouvement du peuple pour le progrès, est éligible à un second mandat. Kaboré est réélu dès le premier tour de la présidentielle de novembre 2020 avec 57 % des voix,.
Le 14 novembre 2021, les djihadistes d'Ansarul Islam attaquent la garnison d'Inata, dans la province du Soum au nord du pays, et tuent 53 militaires et 4 civils. Cette cuisante défaite pour les forces armées du Burkina Faso entraîne des manifestations contre le gouvernement et le président Kaboré car les militaires n'étaient plus approvisionnés en nourriture depuis deux semaines. Plus généralement, les manifestants dénoncent l'incapacité du gouvernement et de l'armée à lutter efficacement contre les djihadistes et à assurer la sécurité de la population,,.
Christophe Dabiré, Premier ministre, présente la démission du gouvernement le 8 décembre 2021 et Kaboré l'accepte. Le Président Roch Kabore nomme Lassina Zerbo Premier ministre le 10 décembre 2021.
Une tentative de putsch est déjouée le 10 janvier 2022. Huit soldats sont arrêtés dans le cadre de cette affaire, dont le Colonel Zoungrana considéré comme la tête pensante de la tentative.
Le 22 janvier 2022, des manifestations contre le gouvernement et en soutien à la transition malienne sont organisées dans plusieurs villes du pays dont Ouagadougou, Kaya et Bobo-Dioulasso.

## Déroulement

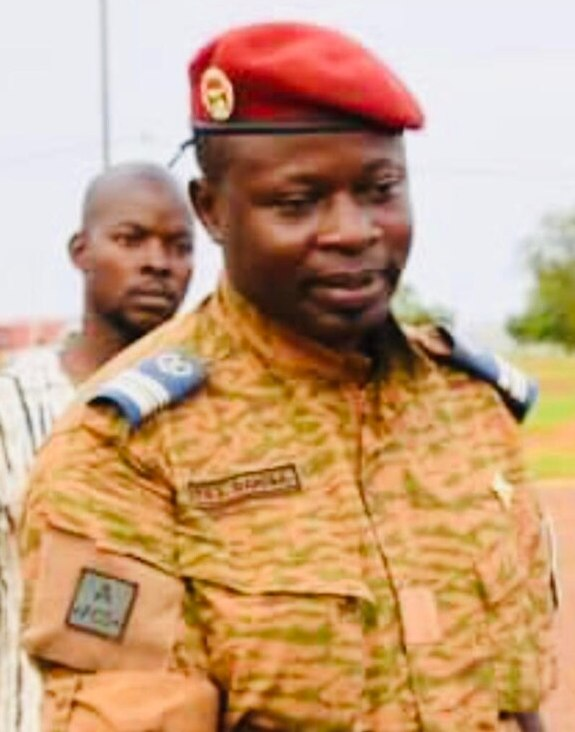
Le lieutenant-colonel Paul-Henri Sandaogo Damiba, instigateur du coup d'État, le 27 janvier 2022.

Le coup d'État débute le 23 janvier 2022 par une mutinerie des soldats demandant le limogeage du chef d'état-major et plus de moyens pour lutter contre le terrorisme. Des tirs sont entendus dans plusieurs casernes de Ouagadougou, dont la base militaire de Sangoulé Lamizana, de Baba Sy et sur la base aérienne de la capitale. 
Elle se transforme le lendemain en putsch avec l'arrestation puis le renversement du président Roch Marc Christian Kaboré et la suspension de la Constitution. Paul-Henri Sandaogo Damiba devient de fait le nouveau chef d'État,,. S'ensuivent des cris de joie à l'annonce du putsch. Refusant une confrontation dans le pays, il refuse la proposition de l'état-major de mater les putschistes puis démissionne pour prévenir un tel affrontement entre les deux factions.
Le président Kaboré est ainsi arrêté après la défection du régiment de gendarmerie qui assurait sa protection et tenté son exfiltration, alors que le reste de l'armée était rallié au putsch. Selon le président de la Côte d'Ivoire Alassane Ouattara qui affirme l'avoir dissuadé dans l'après-midi à l'idée de renoncer à ses fonctions, il considérait « que sa démission était la seule chose à faire, car il n’était pas venu en politique pour créer des tueries au sein de ses compatriotes ».

## Transition
Le 31 janvier 2022, un acte fondamental rétablit la Constitution et accorde à Paul-Henri Sandaogo Damiba le titre de président du Burkina Faso. Le 10 février 2022, le Conseil constitutionnel le déclare président du Burkina Faso. Il est assermenté le 16 février 2022.
La charte de la transition, adoptée le 1er mars 2022 et qui abroge l'acte fondamental, fait de lui le président de la Transition du pays pour trois ans. Il est investi le lendemain.

## Réactions

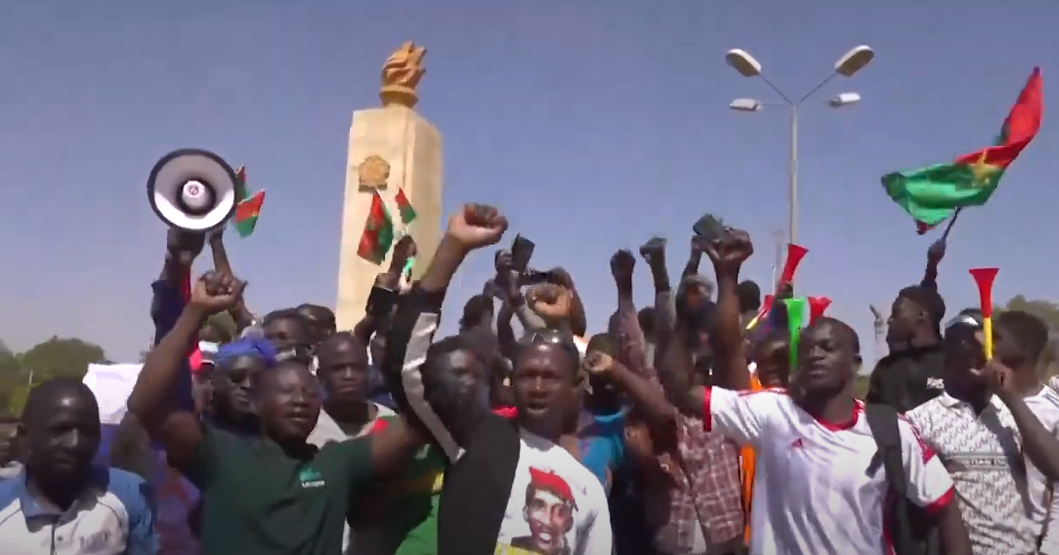
Manifestation de soutien au coup d'État dans la capitale, Ouagadougou.

Evgueni Prigojine, homme d'affaires russe faisant partie du cercle rapproché du président russe Vladimir Poutine, lié au groupe de mercenaires Wagner et à l'Internet Research Agency, une officine de propagande russe, approuve ce coup d'État ainsi que les autres au Mali et Guinée en 2021. Un représentant des sociétés militaires privées russes se déclare prêt à former les forces locales en dénigrant l'action des forces armées françaises. Le lieutenant-colonel Paul-Henri Sandaogo Damiba avait auparavant proposé par deux fois de faire appel au groupe Wagner, ce qui avait été refusé par le président Roch Marc Christian Kaboré.
Le parti présidentiel, le Mouvement du peuple pour le progrès (MPP), dénonce une « tentative d'assassinat » du président déchu, avant la confirmation de son arrestation.
Le 25 janvier, la Communauté économique des États ouest-africains (Cédéao) et le Président français Emmanuel Macron condamnent le coup d'État.
Au niveau local, des rassemblements en soutien aux putschistes sont organisés à Ouagadougou, montrant un apparent soutien populaire au coup d'État.